# Microtragus basalis
Microtragus basalis är en skalbaggsart som beskrevs av Lea 1917. Microtragus basalis ingår i släktet Microtragus och familjen långhorningar. Inga underarter finns listade i Catalogue of Life.